# Мельник Анатолій Іванович (художник)
Анатолій Іванович Мельник (*28 серпня 1953, с. Рідкодуби Хмельницького району Хмельницької області) — український художник,музеєзнавець, академік Національної академії мистецтв України (2009), народний художник України (2008), член Національної спілки художників України (2000), генеральний директор Національного художнього музею України (2000—2012)

## Освіта
- 1984 — закінчив Український поліграфічний інститут імені Івана Федорова у Львові за фахом художник-графік
- 2003 — закінчив Хмельницький інститут регіонального управління та права за фахом правознавець

## Кар'єра
- 1987—1997 — директор Хмельницького обласного художнього музею
- 1998—2000 — заступник голови Хмельницької облдержадміністрації
- з 2000  до квітня 2012 року — генеральний директор Національного художнього музею України

## Творчий доробок
Основні роботи: серії робіт — «Квіти» (2005—2008), «Життя соняхів» (2006), «Козак Мамай» (2008), «Старі фортеці у Кам'янці-Подільському» (2006—2008), «Карпати» (2007—2008), «Києво-Печерська лавра» (2008); серія храмів Києва — «Кафедральний собор св. Володимира», «Кирилівська церква», «Видубицький монастир», «Андріївська церква», «Михайлівський Золотоверхий собор» (2007—2008); серії робіт: «Єгипет», «Туреччина», «Венеція»; портретний живопис — «Б. Возницький», «І. Драч», «О. Федорук», «Портрет батька».

### Персональні виставки
- 2008 — Національна спілка художників України
- 2009 — Національний музей у Львові ім. Андрея Шептицького
- 2009 — Хмельницький обласний художній музей
- 2009 — Виставка в Одеському музеї західного та східного мистецтва (65 картин) [Архівовано 4 травня 2016 у Wayback Machine.]
- 2010 — Харківський художній музей
- 2011 — Полтавський художній музей
- 2011 — Львівська Національна галерея мистецтв
- 2012 — Національний художній музей України
- 2013 — Національний художній музей Молдови
- 2013 — Виставка в Одеському музеї західного та східного мистецтва (34 картини) [Архівовано 4 травня 2016 у Wayback Machine.]
- 2013 — Міжнарожна Бієнале Chisinau (Кишинев, Молдова)
- 2013 — Хмельницький обласний художній музей
- 2014 — Львівський палац мистецтв
- 2014 — ІХ форум ART-KYIV Contemporary, Національний культурно-мистецький та музейний комплекс «Мистецький Арсенал»
- 2015 — Національний музей Тараса Шевченка
- 2015 — Львівський палац мистецтв
- 2015 — Виставка українських художників в Яньчжоу (КНР)
- 2016 — Херсонський обласний художній музей ім. О. О. Шовкуненка
- 2016 — Виставка «Я — Богдан», присвячена 75-річчю Богдана Ступки (Міжнародний аеропорт «Бориспіль»)
- 2017 — Виставка «Колекція», Львівський плац мистецтв
- 2017 — Національна академія мистецтв України
- 2017 — Виставка «Колекція», м. Шостка
- 2018 — Львівський плац мистецтв, проєт «Екзистенція»
- 2018 — Центральний будинок художника, м. Київ, проєкт «Парсуна. Персона. Персоналії»
- 2019 — Хмельницький обласний художній музей, проєкт «Ідентифікація»
- 2019 — Національний заповідник Софія Київська, проєкт «Ідентифікація»
- 2019 — Львівський плац мистецтв, участь у виставці творів з колекції Михайла Поживанова

## Відзнаки
2003 — орден «За заслуги» ІІІ ст.

## Інтернет-ресурси
- academia.gov.ua [Архівовано 30 листопада 2011 у Wayback Machine.] Мельник Анатолій Іванович
- «Усі ми — діти Мамаєві». Художник Анатолій Мельник готує персональну виставку в музеї, який донедавна очолював. Україна Молода. Номер 140 за 21.09.2012. [Архівовано 23 жовтня 2012 у Wayback Machine.]
- Мельник А. Мамайчуки: альбом / Анатолій Мельник ; авт. вступ. ст. Г. Скляренко ; Нац. худож. музей України, Нац. акад. мистецтв України, Нац. спілка художників України. — Київ: Нац. худ. музей України, 2012. — 95 с. : іл. [Архівовано 2 серпня 2018 у Wayback Machine.]
- Мельник А. І. Персоналії та колір: каталог / Анатолій Мельник ; авт. ст.: О. Климчук та ін. ; Нац. акад. мистец. України. — Київ: Галерея, 2013. — 193 с. : іл. [Архівовано 2 серпня 2018 у Wayback Machine.]
- Український модернізм, 1910—1930 = Ukrainian modernism, 1910—1930 : альбом / Нац. худож. музей України ; авт. ст.: А. Мельник та ін. ; ред. О. Климчук. — Хмельницький: Галерея, 2006. — 288 с. : кольор. іл., фотогр. [Архівовано 2 серпня 2018 у Wayback Machine.]
- Національний історико-архітектурний заповідник «Кам'янець» = National historical-architectural preserve «Kamyanets»: фотоальбом / авт. проєкту А. Мельник ; фото: М. Андрєєв, Ю. Бусленко ; текст і ред. О. Климчук. — Хмельницький: ПФ «Галерея», 2004. — 207 с. : іл. [Архівовано 20 вересня 2020 у Wayback Machine.]